# 永寧公主 (後周)
永寧公主，是中国五代十国后周太祖郭威的第五女。 
永寧公主在后周建立前去世，周太宗广顺元年（951年）九月追封永寧公主，周世宗显德四年（957年）四月，又追封梁国长公主。